# Heinrich Vollmer
Pour les articles homonymes, voir Vollmer.
Heinrich Vollmer (26 juillet 1885 à Altdorf- 1er juillet 1961 à Tübingen) fut l’un des ingénieurs en armement les plus connus d’Europe dans les années 1930.

## Biographie
L’ingénieur en chef Heinrich Vollmer est à l’origine, pour le compte de la firme ErMa basée à Erfurt, des plus réputés des pistolets mitrailleurs allemands de la Seconde Guerre mondiale que furent les MP38 et MP40, basés sur le MP36 créé par Berthold Geipel qui s'était lui-même inspiré des VMP 1930 et EMP de Heinrich Vollmer. 
Il fut fabriqué 1 200 000 MP 40, qui furent plus tard improprement appelés « PM Schmeisser », quoiqu’Hugo Schmeisser n’eut pas de rapport direct avec ces armes ; la confusion serait née en partie du fait que les magasins contenant les cartouches étaient fournis par Schmeisser et en portaient le nom.
Heinrich Vollmer avait fondé en 1909 l’entreprise Vollmer GmbH, dont le siège se trouve à Biberach an der Riß et qui emploie à ce jour plus de 650 employés dans le monde.